# Jacob Blauw

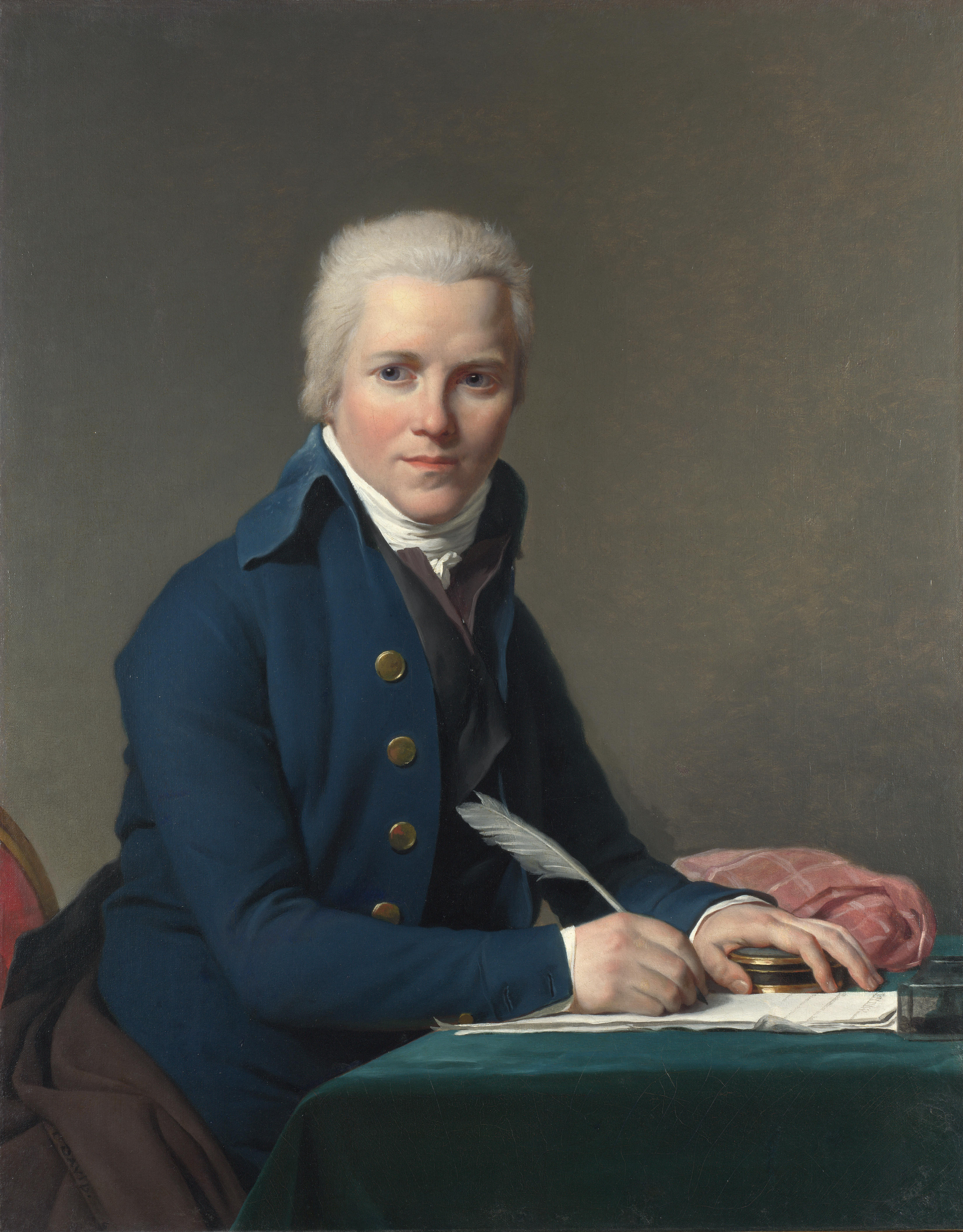
Jacob Blauw door Jacques-Louis David (1795)

Jacob(us) Blauw (Gouda, gedoopt 28 maart 1759 – Parijs, 12 oktober 1829) was een Nederlandse advocaat, politicus en diplomaat. Als een van de voormannen van de patriotten speelde hij, naast Pieter Paulus en Samuel Iperusz. Wiselius een grote rol in de Bataafse Revolutie.

## Loopbaan
Jacob Blauw was zoon van de Goudse predikant Pieter Blauw en Johanna Veeris. Hij studeerde rechten aan de Universiteit Leiden en promoveerde aldaar in 1776. Hij werd op jeugdige leeftijd advocaat bij de VOC in Batavia. Eenmaal terug werd hij benoemd als raadslid in de vroedschap van Gouda, in 1786 kolonel van de schutterij en afgevaardigde naar de Staten van Holland. Hij was aanwezig bij het opstellen van "Leids Ontwerp", samen met Pieter Vreede, Wybo Fijnje, Rutger Jan Schimmelpenninck en Cornelis van Foreest.
In 1787 zou hij mede verantwoordelijk zijn geweest voor de aanhouding van prinses Wilhelmina bij Hekendorp en haar overbrenging naar Goejanverwellesluis, al is dat nooit bewezen. Na de Pruisische inval werd Blauw op 22 oktober 1787 ontslagen uit de schutterij van Gouda, waarna hij naar Rotterdam vertrok en zich daarna in Leiden vestigde.
Eind 1793 was hij actief als een van de voornaamste voorbereiders van de omwenteling die op 19 januari 1795 te Amsterdam haar beslag kreeg. In december 1794 ging Blauw als lid van een Comité Revolutionair naar 's-Hertogenbosch, waar het Franse leger onder Pichegru op het punt stond Nederland binnen te trekken. Kort daarop reisde hij als gevolmachtigd minister met Willem van Irhoven van Dam naar Parijs en had een ontmoeting met Johan Valckenaer en Nicolaas van Staphorst. Het was hun bedoeling een invasie te bespoedigen en het Bataafs Legioen, dat al die tijd onderhouden moest worden, eindelijk af te laten marcheren. De stadhouderlijke regering had de onderhandelaars Gerard Brantsen en Repelaer naar Parijs gezonden om een invasie tegen te werken. Ze kregen toegang tot het Comité de Salut Public. Lazare Carnot reageerde geïrriteerd toen het gezantschap aandrong op arrestatie van de beide prinsgezinde gezanten en zich afvroeg waarom de bezetting van de Republiek zo lang werd uitgesteld. Het gezelschap droop af na een terechtwijzing. Bernardus Blok, die vanuit Calais naar Parijs was gereisd en geprobeerd had de zaak naar zich toe te trekken, is uitgeschakeld.

### Bataafse Republiek
Op 20 februari 1795 werd Blauw formeel aangesteld door de Staten-Generaal. Van Irhoven van Dam en Blauw hadden ruzie en de eerste werd vervangen door de uit Bordeaux afkomstige koopman Caspar Meijer als vertegenwoordigers van de Bataafse Republiek in Parijs. Van 1796 tot 1797 was Blauw gevolmachtigd minister in Venetië en woonde in die tijd in Genua en Turijn.
Hij werd vervolgens lid van de Tweede Nationale Vergadering van de Bataafse Republiek. Van 11 december 1797 tot 27 december 1797 was Blauw voorzitter. Niet lang daarna, op 22 januari 1798 pleegden Pieter Vreede en Wybo Fijnje een coup, die Blauw had geprobeerd te voorkomen. Na de staatsgreep werd hij als burger naar Parijs gestuurd om op de achtergrond de onderhandelingen over Franse interventie te leiden. Toen hij en Meyer achter de frauduleuze handelingen van Jan Eykenbroek kwamen, die in opdracht en ten gunste van Vreede en Fijnje optrad, werd Blauw naar Straatsburg gestuurd om daar instructies af te wachten. Zijn benoeming als buitengewoon gezant te Wenen viel in het water door de nieuwe coup in Nederland, onder leiding van Herman Willem Daendels. Blauw keerde terug naar Frankrijk waar een door de Nederlandse regering uitgevaardigd arrestatiebevel op hem lag te wachten. Hij vluchtte naar Nederland en scheidde van zijn vrouw Henrika van de Polder. Toen de kust weer veilig was ging hij terug Frankrijk waar hij trouwde met Angeline Fontana. Toen ten slotte Blauw de schoonvader van zijn dochter het aan hem toevertrouwde kapitaal van Blauw verloor  moest hij op zoek naar een baan. Hij werd in Dordrecht aangesteld als ontvanger van de droits réunies. In 1813 week hij, nadat Napoleon was verdreven, weer uit naar Frankrijk om ten slotte de laatste 10 jaar van zijn leven correspondent te worden voor de Opregte Haarlemsche Courant vanuit Parijs, waar hij in 1829 overleed.